# Kari Jormakka
Kari Juhani Jormakka, né le 21 janvier 1959 à Helsinki en Finlande, mort le 13 janvier 2013 à Vienne en Autriche, est un architecte, historien, critique et enseignant finlandais. Il a d'abord étudié la philosophie à l'université d'Helsinki avant de passer aux études d'architecture à l'université technologique d'Helsinki, où il obtient son diplôme en 1985. Il obtient ensuite un doctorat en théorie de l'architecture, avec une thèse intitulée Construire l'architecture, à l'université technologique de Tampere, en 1992. Sa principale position théorique est caractérisée par des études en ontologie de l'architecture, définissant la nature construite des bâtiments, comme œuvres d'interprétation. En tant que telle, une œuvre peut alors être déterminée de manière significative par la période à laquelle elle a été créée, une position que Jormakka a critiquée à travers les théories du Zeitgeist, principalement associées à Georg Wilhelm Friedrich Hegel et, en ce qui concerne les œuvres modernistes, Arthur Danto. Dans son livre Eyes that do not see (2011), le dernier ouvrage publié de son vivant, Jormakka applique ses idées à la théorie du fonctionnalisme, mieux associée à la pensée de l'architecte Le Corbusier et de ses collègues fonctionnalistes. Au moment de sa mort, Jormakka est, depuis 1998, professeur de théorie de l'architecture à l'Université technique de Vienne en Autriche. Auparavant, il a enseigné à l'université Bauhaus de Weimar, à l'université de l'Illinois à Chicago, à l'université d'État de l'Ohio, et a été professeur invité à l'université Harvard.
En 2020, un Festschrift a été publié en l'honneur de Kari Jormakka par l'Université de Tampere en Finlande, What, if any, is a rabbit?, contenant des essais de plus de 20 collègues de Jormakka des États-Unis, de Finlande, d'Allemagne et d'Autriche.

### Source de la traduction
- (en) Cet article est partiellement ou en totalité issu de l’article de Wikipédia en anglais intitulé « Kari Jormakka » (voir la liste des auteurs).